# Sektion Koblenz des Deutschen Alpenvereins
Die Sektion Koblenz des Deutschen Alpenvereins e. V. (kurz Sektion Koblenz) ist eine Sektion des Deutschen Alpenvereins in Koblenz. Sie wurde am 14. November 1904 gegründet und ist somit eine der älteren und mit 6.955 Mitgliedern (Stand: 31. Dezember 2024) unter den fünfzig größten Sektionen des Deutschen Alpenvereins.

## Geschichte
Am 14. November 1904 kamen vierzig Männer, die bereits Mitglieder in verschiedenen Sektionen des Deutschen und Österreichischen Alpenvereins (DuOeAV) waren, in Koblenz zusammen, um den Wunsch nach einer eigenen Sektion zu realisieren. Nach der Gründungsversammlung der Sektion am 14. November 1904 wurde am 21. November 1904 eine Satzung beschlossen und der Vorstand gewählt. Es wurde ebenso beschlossen, den Verein zum 1. Januar 1905 ins Leben zu rufen und zeitgleich in den Deutschen und Oesterreichischen Alpenverein einzutreten. Zum 1. Vorsitzenden wurde Oberpostdirektor Johann Friedrich Eduard Rehan gewählt, der dieses Amt bis 1926 innehatte.
Seit 1960 pflegt die Sektion Koblenz eine Partnerschaft mit der Sektion Metz des Club Alpin Français (CAF). 1985 konnte das 25-jährige Jubiläum gefeiert werden.
Im Jahre 1986 bot der DAV in München nichthüttenbesitzenden Sektionen an, mit hüttenbesitzenden Sektionen Partnerschaften einzugehen. Die Koblenzer Sektion nahm diesbezüglich Kontakte zur Sektion Mittenwald auf, die über drei Hütten im Karwendel verfügt. Die Sektionen beschlossen am 10. Oktober 1987 auf der Kröbelalm oberhalb von Mittenwald die Partnerschaft.

## Sektionsvorsitzende
Eine chronologische Übersicht über alle Präsidenten der Sektion seit Gründung.
| Amtszeit  | Präsident                     | Anmerkung                               |
| --------- | ----------------------------- | --------------------------------------- |
| 1904–1926 | Johann Friedrich Eduard Rehan | Präsident der Oberpostdirektion Koblenz |
| 1927–19?? | Robert Keller                 |                                         |
| 1933–19?? | Alfons Bliemel                |                                         |
| 1939–19?? | Karl Eckhardt                 |                                         |
| 1949–19?? | Hans Forstmeier               | 1. Vorsitzender nach der Wiedergründung |
| 1954–19?? | Karl Gerz                     |                                         |
| 1964–19?? | Wilhelm Friedrich             |                                         |
| 1973–19?? | Theo Brinkhaus                |                                         |
| 1981–19?? | Herbert Jordan                |                                         |
| 1986–1988 | Gerd Hupe                     | 1988 zurückgetreten                     |
| 1990–19?? | Friedrich Breidenbach         |                                         |
| 1993–000? | Fritz Wiederhold              |                                         |
| Seit 2006 | Thomas Leininger              |                                         |

## Ehrenmitglieder
- 1975: Grete Brück[4]

## Hütten der Sektion
- Koblenzer Hütte,[7] (Ehrenbreitstein) 28. Mai 1988 Einweihung, seit 1992 Boulderwand
- Teufelsley-Hütte,[8] auch Hütte an der Teufelsley (Eifel) 1959 erbaut, Seehöhe 468 m